# Recettori μ-oppioidi

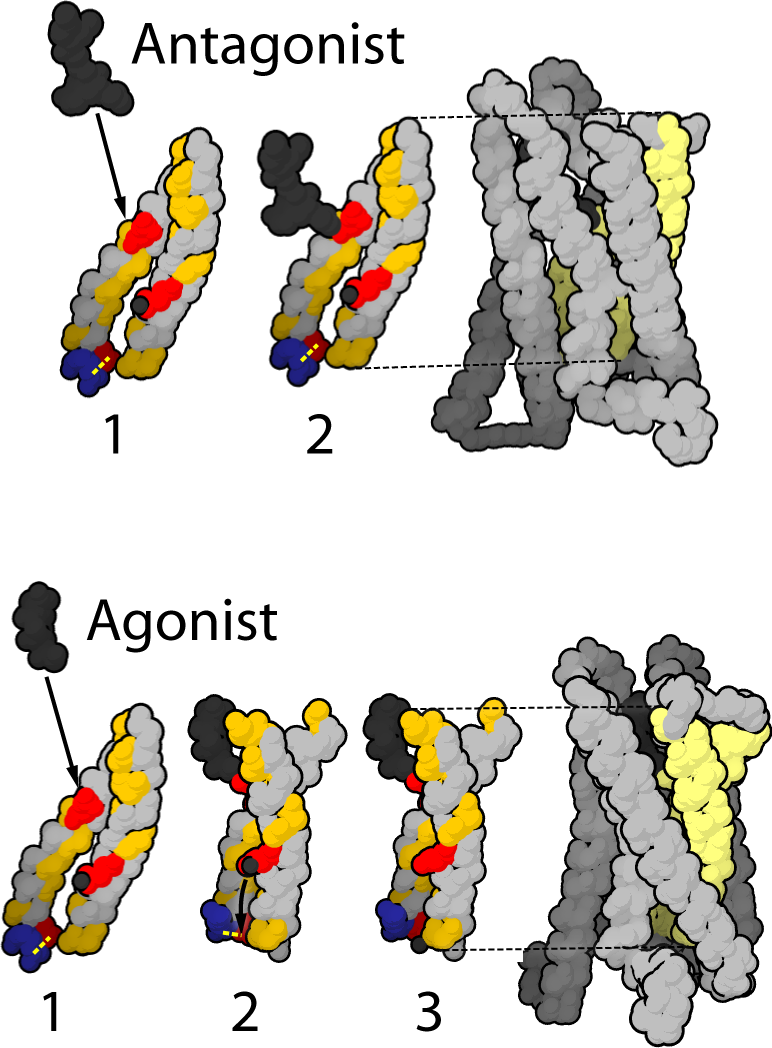
Active and inactive μ-opioid receptors

I recettori μ-oppioidi (recettori oppioidi mu, o MOR) sono una classe di recettori degli oppioidi con un'alta affinità per encefaline e beta-endorfina, ma una bassa affinità per dinorfine. Essi sono anche denominati peptidi (MOP) recettori μ-oppioidi. La morfina, alcaloide psicoattivo principale contenuto nell'oppio, è l'agonista prototipico in grado di attivare i recettori μ.

## Tipi
Tre varianti del recettore μ-oppioidi sono ben caratterizzate, anche se la trascrittasi inversa PCR ha identificato fino a 10 varianti negli esseri umani.
- Μ1 - Si conosce maggiormente il recettore oppioide μ1 rispetto alle altre varianti.
- Μ2 - TRIMU 5 è un agonista selettivo del recettore μ2.[4]
- Μ3 - La variante μ3 è stata descritta per la prima volta nel 2003.[5] È sensibile alle alcaloidi oppiacei, ma non ai peptidi oppioidi.[6]

## Collocazione
Possono trovarsi sia in posizione presinaptica che postsinaptica a seconda del tipo di cellule.
I recettori μ-oppioidi esistono principalmente nelle presinapsi nella sostanza grigia periacqueduttale, e nel corno dorsale superficiale del midollo spinale (specificamente la sostanza gelatinosa di Rolando). Altre aree dove sono stati individuati includono lo strato plessiforme esterno del bulbo olfattivo, il nucleus accumbens, diversi strati della corteccia cerebrale e alcuni dei nuclei dell'amigdala, così come il nucleo del tratto solitario.
Alcuni MORs si trovano anche nel tratto intestinale. L'attivazione di questi recettori inibisce l'azione peristaltica che provoca costipazione, un importante effetto collaterale dei farmaci μ agonisti.

## Attivazione
Il MOR può mediare i cambiamenti acuti in eccitabilità neuronale attraverso la soppressione del rilascio presinaptico del GABA. L'attivazione del MOR porta ad effetti diversi su spine dendritiche dipendenti dall'agonista, e può essere un esempio di selettività funzionale al μ-recettore. I ruoli fisiologici e patologici di questi due meccanismi distinti restano da chiarire. Forse, entrambi potrebbero essere coinvolti nella dipendenza da oppioidi e nel deficit indotto dagli oppioidi nella cognizione.
L'attivazione del recettore μ-oppioidi per un agonista come la morfina provoca l'analgesia, sedazione, riduzione modesta della pressione del sangue, prurito, nausea, euforia, rallentamento della respirazione, miosi (pupille ristrette), e una diminuzione della motilità intestinale che spesso conduce a costipazione. Alcuni di questi effetti, come l'analgesia, la sedazione, euforia, prurito e rallentamento della respirazione, tendono a diminuire con l'uso continuato per la tolleranza che si sviluppa. Miosi e ridotta motilità intestinale tendono a persistere; poca tolleranza si sviluppa per questi effetti.
La tipica isoforma MOR1 è responsabile per l'analgesia morfina-indotta, mentre è richiesta l'isoforma MOR1D (attraverso eterodimerizzazione con il recettore del peptide di rilascio della gastrina) per il prurito indotto da morfina.

## Disattivazione
Come con altri recettori accoppiati a proteine G (RGS), il segnale dal recettore μ-oppioidi è bloccato attraverso diversi meccanismi, che sovraesposti con l'uso cronico, portano a tachifilassi rapida. Le più importanti proteine regolatrici per il MOR sono le beta-arrestine arrestina beta 1 e arrestina beta 2, e le proteine RGS RGS4, RGS9-2, RGS14 e RGSZ2.
Il lungo termine o l'uso ad alte dosi di oppiacei possono portare a coinvolgere ulteriori meccanismi di tolleranza. Questo include la downregulation dell'espressione genica MOR, quindi il numero di recettori presenti sulla superficie cellulare è effettivamente ridotto, in contrasto con la desensibilizzazione più di breve durata indotta da beta-arrestine o proteine RGS. Un altro adattamento a lungo termine per l'uso di oppiacei può essere una upregulation del glutammato e altri percorsi nel cervello che possono esercitare un effetto opposto all'oppioide, in modo da ridurre gli effetti di farmaci oppiacei, alterando i percorsi a valle, a prescindere dalla attivazione del MOR.

## Tolleranza e overdose
L'overdose da oppiacei uccide spesso attraverso le apnee e le ipossie fatali, spesso causate da assunzioni combinate con etanolo, benzodiazepine e barbiturici . Comunque la tolleranza alla depressione respiratoria si sviluppa rapidamente, e gli individui diventano capaci di sopportare dosi maggiori. Tuttavia, la tolleranza alla depressione respiratoria è persa altrettanto rapidamente durante la disintossicazione. La overdose si verifica in persone che abusano di questi farmaci dopo essere state in privazione abbastanza a lungo per perdere la tolleranza alla depressione respiratoria; meno comunemente, si osserva il collasso circolatorio. La overdose da oppiacei può essere rapidamente convertita attraverso l'uso di antagonisti degli oppiacei, il naloxone è il più largamente usato.